# Performance (Eloy)
Performance è un album discografico  del gruppo tedesco Eloy, pubblicato nel 1983 dall'etichetta discografica EMI.

## Tracce
1. In Disguise – 4:29
2. Shadow and Light – 5:17
3. Mirador – 3:44
4. Surrender – 5:38
5. Heartbeat – 6:26
6. Fools – 5:10
7. A Broken Frame – 8:10
8. Shadow and Light – 5:08

## Formazione
- Frank Bornemann - voce, chitarra
- Hannes Arkona - tastiera
- Hannes Folberth - tastiera
- Klaus-Peter Matziol - basso
- Fritz Randow - batteria